# 王觀達
王觀達，又名王达观，浙江新昌人，明朝初期政治人物、進士出身。
洪武二十一年，登進士，授礼部主事。